# Wubana pacifica
Wubana pacifica là một loài nhện trong họ Linyphiidae.
Loài này thuộc chi Wubana. Wubana pacifica được Richard C. Banks miêu tả năm 1896.